# 金奎植
金 奎植（キム・ギュシク、 1881年1月29日 - 1950年12月10日）は、大韓民国の政治家、教育者、独立運動家。1919年4月に大韓民国臨時政府の外務総長、8月に欧米委員部委員長、1921年に学務部大臣、1933年に学務大臣、1934年に国務委員を歴任。 
1940年10月 - 1947年3月3日 大韓民国臨時政府の副大統領、号は尤史（ウサ/우사）·竹笛（チュクチョク
/죽적）が最もよく知られている。キリスト教徒で、教名はヨハン（요한/Johann）。

## 生涯

### 出生と小年期
1881年、慶尚道東萊府（現・釜山広域市の一部）に、中人の位にあった官吏の子として生まれる。幼くして両親が死去し、親類も貧しかったことから、ホレイス・グラント・アンダーウッド神父の孤児院で育てられ、西洋の学問や思想を学ぶ。

### アメリカ留学
徐載弼の独立新聞で働いた後に渡米、ロアノーク・カレッジ (Roanoke College) 英文科を経て1904年にプリンストン大学で修士号を得た。プリンストンでは博士号取得のための奨学金受給者として選抜されたが、祖国独立のためにと拒否し帰国。YMCAで幹事として働く傍ら、儆新学校（現在の延世大学校の前身）で教鞭を取った。

### 大韓民国臨時政府

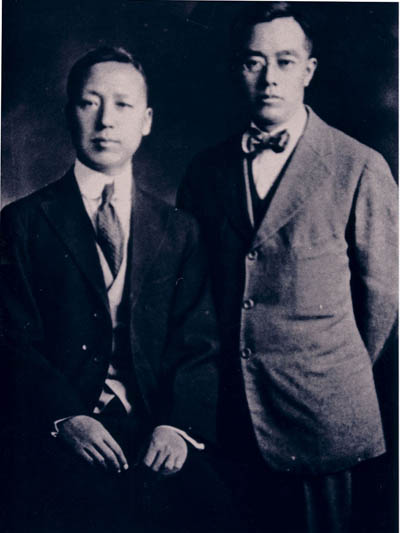
李承晩（左）と

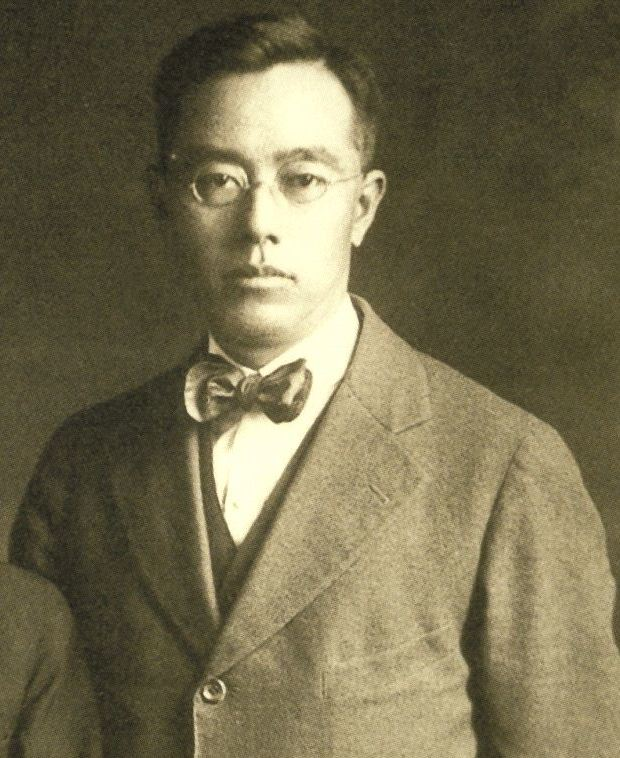
1918年の金奎植

1910年、大韓帝国は日本に併合された（韓国併合）。1911年に105人事件が起き、キリスト教への弾圧が強まる中、1913年に中国へ亡命。暫くは華北で商業や貿易に従事しながら呂運亨や申圭植と独立運動に関わり、上海で新韓青年党を結成した。
新韓青年党は、在米亡命者団体とも連絡しながら、1919年1月からはじめられるパリ講和会議を目標に、民族自決を訴える代表者派遣工作をすすめた。金奎植はパリに派遣され、講和会議に朝鮮を代表する形で出席しようとしたが、正式な政府の資格が無いとして拒否された。同年3月の三・一運動を受け、4月に上海で大韓民国臨時政府が樹立されると、金奎植はパリ駐在の外務総長・欧米外交委員会代表に任命され、独立運動のための資金調達や独立への支持を訴える宣伝に従事した。しかし、6月にパリ講和会議は朝鮮の民族自決を論じることもなく閉幕した。
1920年、上海に戻り、臨時政府の学務総長に就任。徐丙浩と共に在華朝鮮人学生への教育支援を行った。また、ソビエト連邦との提携を模索、1921年に任臨時政府の学務部長、 1922年には極東諸民族大会に出席する。しかし臨時政府は活動方針をめぐって混乱を増した。金奎植は臨時政府を一旦解散して新たな政府を樹立しようとする「創造派」の指導者の一人であり、「韓国政府」を結成してシベリアに移したが、立ち消えた。1925年に日ソ国交が成立すると、ソ連の支援で活動していた活動家は軒並み支援を絶たれ、金奎植もソ連から国外退去の憂き目に遭う。
この後、金奎植は朝鮮人独力で独立を勝ち取ることを決意し、機関誌『東方民族』を根城に右派と左派に分裂していた独立運動の合作を訴えた。その後、1933年 任臨時政府の学務部長、1934年に臨時政府国務委員、1940年に臨時政府副統領を務める。1942年10月臨時政府の宣伝部長, 1944年4月副統領の在選。

### 米軍政期の左右合作運動

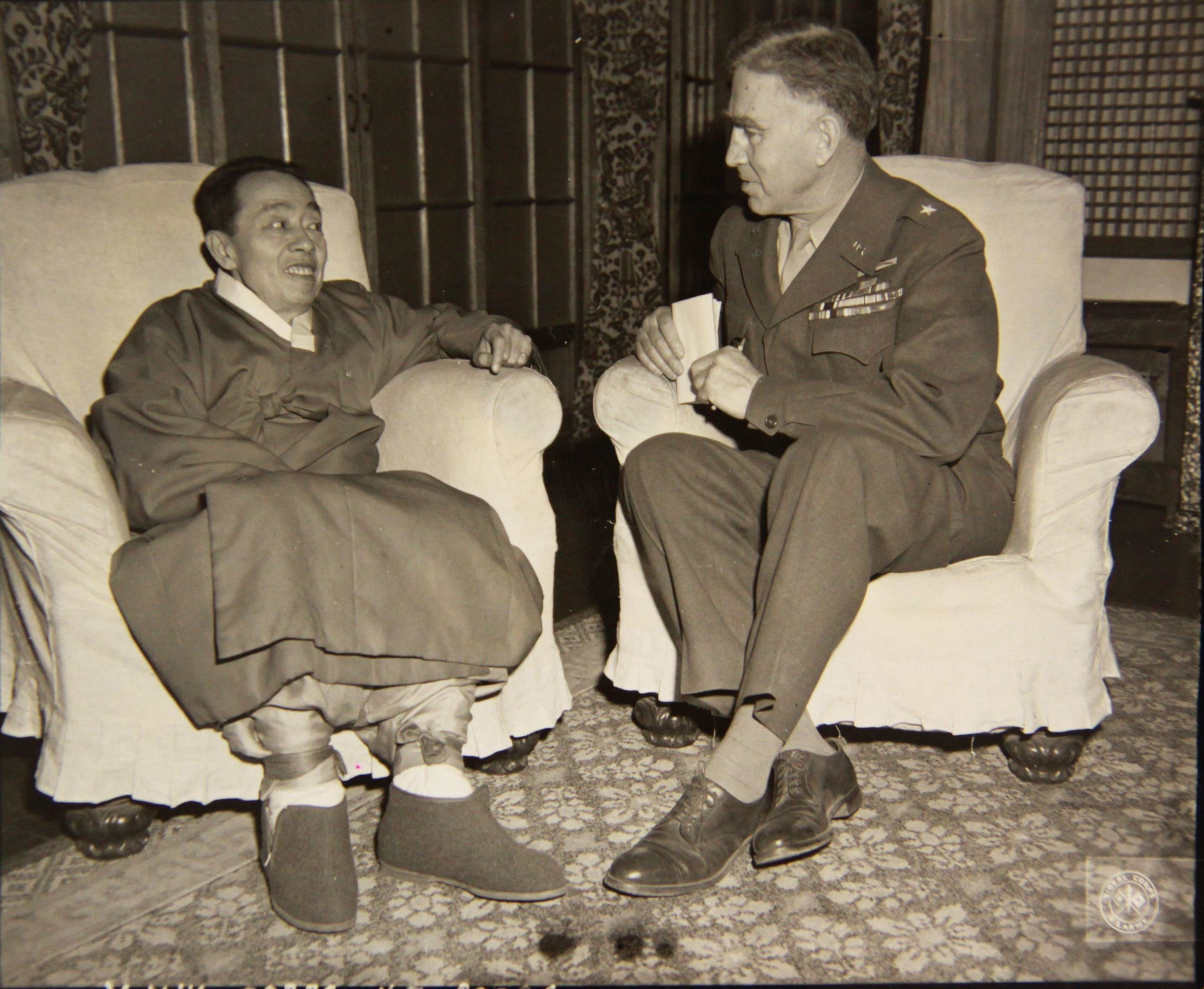
金奎植と米軍将校
ジョセフ・スティルウェル

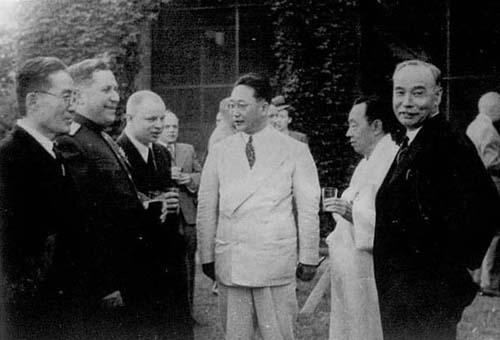
米ソ軍政当局者と(1947年5月・右から二番目が金奎植)
_{右端が呂運亨・左端が許憲}

1945年8月、日本はポツダム宣言を受諾し、朝鮮は植民地支配から解放された。しかし、戦後の朝鮮はアメリカとソ連による分割統治下に置かれることになった（連合軍軍政期 (朝鮮史)参照）。
9月、呂運亨らが樹立を宣言した朝鮮人民共和国は、不在の金奎植を外交部長に任命したが、「朝鮮人民共和国」は占領軍に承認されないまま挫折のうちに終わった。11月、金奎植ら大韓民国臨時政府に拠った運動家たちは南朝鮮に帰還するが、「大韓民国臨時政府」の要人としての帰国は占領軍に認められず、個人としての資格での帰国であった。
南朝鮮では左右両派の対立が激化しつつあった。金奎植は「真の解放は元の一つの民族国家として統一され交流されることであり、我々自らの相互の信頼と補完にかかっている」と訴え、朝鮮の統一と独立を主張した。朝鮮を国際連合の信託統治下に置く動きが出た際にはいちはやく信託統治反対（反託）の立場を示したが、長い目で見れば不利益を齎す（もたらす）ものではないとして反託運動から離脱。このため、信託統治に反対した右派からは狙われる結果となった。
金奎植は左右合作運動に加わり、1946年10月7日に「左右合作七原則」として結実を見る。しかし、左右両派の支持を得られないばかりか、共に左右合作に携わった呂運亨が暗殺されるなど、運動は瓦解する。しかし、金奎植は民族自主連盟を結成して左右合作・統一朝鮮の独立をあくまでも目指し、金九と共に平壌で開かれた南北連席会議に出席したが、結果として朝鮮の分裂を阻止することはできなかった。
1946年11月、中国国民党軍所属の金弘壹を早期に帰国させるため、朴始昌の中国旅行許可を米軍政に求めていた。これは李青天の牽制が目的であり、金奎植は「もし金弘壹将軍より李青天将軍が先に帰国すれば、これは金弘壹将軍の侮辱になる」と主張した。ウィームズ（William Weems）は、金弘壹を現在必要としているのは韓国ではなく中国と主張し、金奎植の提案を拒否した。
朝鮮戦争時に北朝鮮へ渡り（韓国側は拉致と主張）、平安北道で病死。異論によると、1952年12月の銃殺刑論がある。死後、1989年に韓国建国勲章を贈られた。
他には大韓赤十字社総裁を務めたことがあり、金が左右合作活動に忙しく、赤十字社の実務に直接関与することが難しかった時は副総裁の白象圭が実務を統括した。